# Sacra Famiglia con una santa (Mantegna)
La Sacra Famiglia con una santa è un dipinto tempera su tela (76x55,5 cm) attribuito ad Andrea Mantegna, databile al 1495-1505.
Il quadro è conservato nel Museo di Castelvecchio a Verona, da dove fu rubato il 19 novembre 2015 per essere poi recuperato l'anno successivo.

## Storia
Non è chiaro se sia questa Sacra famiglia o quella al Metropolitan Museum che il Boschini vide nella sagrestia della chiesa dello Spedale degli Incurabili a Venezia nel XVII secolo. L'opera viene in genere attribuita alla fase tarda della produzione di Mantegna, per analogie stilistiche e tecniche con altre opere.
Se la stesura pittorica è incertamente attribuita al maestro, a causa della perdita delle velature originarie e di ridipinture, il disegno preparatorio sottostante, a punta d'argento, è di straordinaria qualità, assegnabile pienamente al Mantegna.
Trafugato insieme ad altri 16 dipinti dal museo di Castelvecchio la sera del 19 novembre 2015, sono stati ritrovati il 6 maggio nella regione di Odessa in Ucraina mentre stavano per essere portati in Moldavia per essere poi vendute in Ucraina e in Russia.

## Descrizione
Come in altre opere simili, le figure occupano tutto lo spazio pittorico disponendosi simmetricamente e in primo piano, secondo un effetto di grande impatto devozionale con lo spettatore. Il Bambino è in grembo alla madre, mentre dietro di loro si trovano san Giuseppe (a sinistra) e una santa (a destra), non immediatamente identificabile, forse Maria Maddalena.
Madre e figlio non si guardano, come in molte altre opere dell'artista, ma sono legati da un tenero abbraccio. Particolarmente scultorea appare la figura del Bambino, che ha fatto pensare a un'ispirazione classica, derivata magari da un Dioniso bambino dell'età classica. Il tono assorto e malinconico dei personaggi è legato alla prefigurazione della tragica sorte di Gesù, destinato alla Passione e al sacrificio.